# Jugendmusikschule Württembergisches Allgäu
Im Jahr 1972 wurde der interkommunale Zweckverband Jugendmusikschule Württembergisches Allgäu gegründet, in welchem sich die Städte Wangen, Leutkirch, Isny und die Gemeinden Amtzell, Argenbühl, Kißlegg sowie der Landkreis Ravensburg und der Förderverein zusammenschlossen. Von der JMS werden mittlerweile 2.100 Schülerinnen und Schüler von über 60 professionellen Lehrkräften ausgebildet (Stand: 2009). Sie gehört damit zu den größten Jugendmusikschulen in Baden-Württemberg und ist aufgrund von jährlich mehr als 200 Konzerten und Veranstaltungen auch von großer kultureller Bedeutung in der Region.

## Angebote

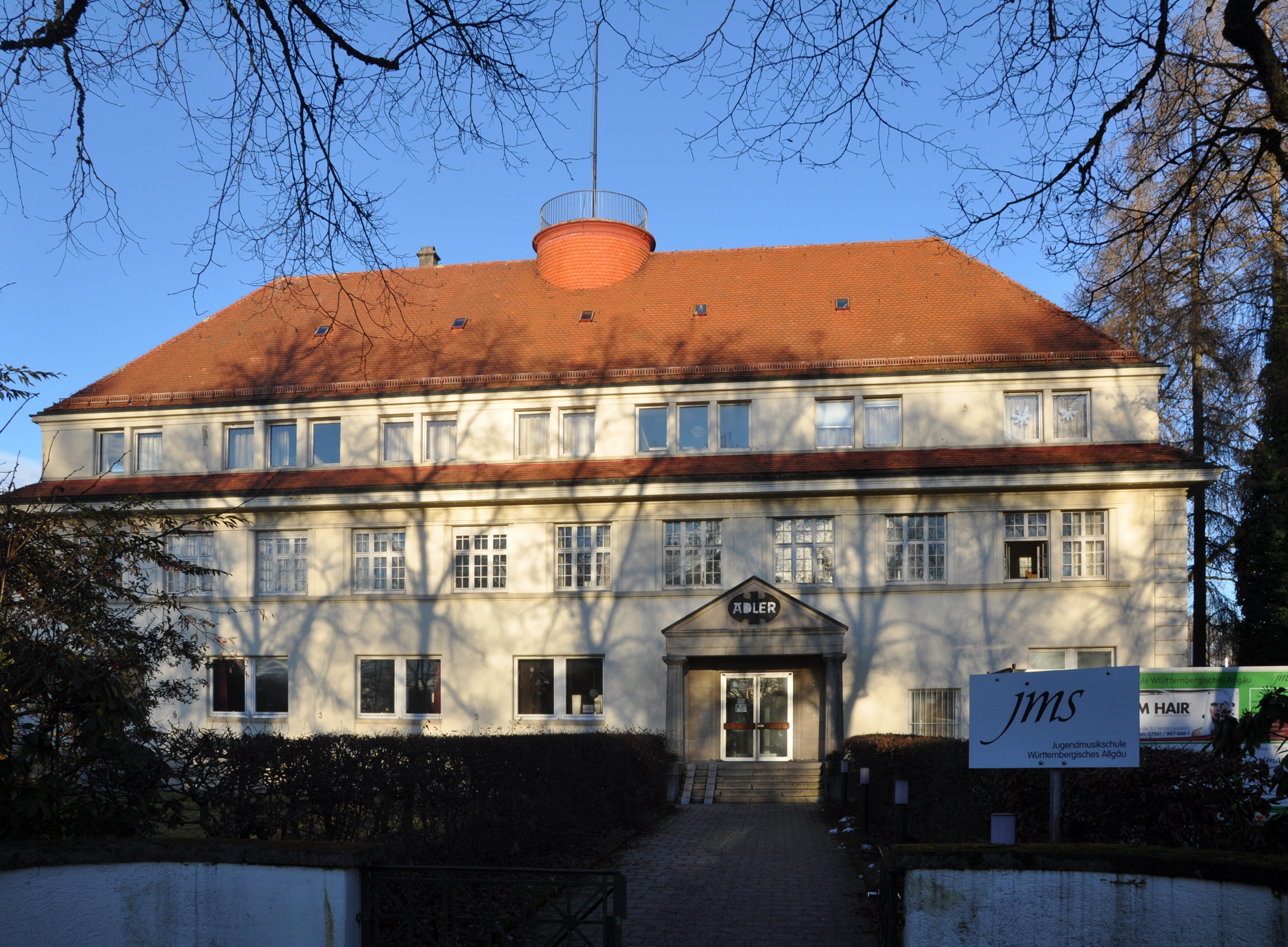
Unterrichtsgebäude

Das Unterrichtsangebot beginnt bei Eltern-Kind-Gruppen (ab dem 12. Lebensmonat) und setzt sich in der musikalischen Früherziehung für Kinder zwischen 3 und 4 Jahren fort. Daran kann sich eine musikalische Grundausbildung über einen Zeitraum von ein bis zwei Jahren anschließen. In drei Stufen (Unter-, Mittel- und Oberstufe) erfolgt dann der Instrumental- und Gesangsunterricht an allen klassischen Orchesterinstrumenten.

Ein Fachbereich für Folklore ermöglicht darüber hinaus auch die Ausbildung am Akkordeon, Hackbrett, Dudelsack und ähnlichen Instrumenten. Ergänzungsfächer wie Kammermusik, Ensembles, Orchester und Chöre runden das Unterrichtsangebot ab.

## Geschichte
Gegründet wurde die Musikschule 1967 auf Initiative des Wangener Musikpädagogen Adolf Wetzel, der bei seiner schulischen Tätigkeit die Notwendigkeit erkannte, die musikalische Ausbildung in der Allgäustadt auf ein höheres Niveau zu heben. Wetzel war seit der Gründung bis 1979 ehrenamtlicher Leiter der Schule, bevor er in dieser Position hauptamtlich bis zu seiner Pensionierung 2001 seine Arbeit weiter verfolgte. Für seine Verdienste um die Jugendmusikschule wurde Wetzel 1997 mit dem Bundesverdienstkreuz ausgezeichnet.
Nach der Gründung des Trägervereins Jugendmusikschule Württembergisches Allgäu am 6. September 1967 weiteten sich die Aktivitäten nach und nach auf weitere Allgäustädte und -ortschaften aus. Im Jahr 1972 wurde daher der interkommunale Zweckverband Jugendmusikschule Württembergisches Allgäu gegründet, in welchem sich die Städte Wangen, Leutkirch, Isny und die Gemeinden Amtzell, Argenbühl, Kißlegg sowie der Landkreis Ravensburg und der Förderverein zusammenschlossen.